# Hanna Chrzanowska
Pour les articles homonymes, voir Chrzanowska.
Hanna Helena Chrzanowska (Varsovie, 7 octobre 1902 - 29 avril 1973, Cracovie), était une religieuse catholique et infirmière polonaise, oblate bénédictine. Béatifiée le 28 avril 2018, elle est reconnue bienheureuse par l'Église catholique.

## Biographie
Hanna Chrzanowska est issue d'une famille aisée et profondément religieuse. Son père est un universitaire, et elle est élevée dans les préceptes de la foi catholique et de la charité chrétienne. Elève dans l'école des ursulines de Varsovie, elle aidera les religieuses de la communauté à soigner les blessés lors de la révolution bolchévique. Discernant une véritable vocation d'infirmière, elle part faire des études à Paris. 
De retour en Pologne, elle devient professeur des infirmières à l'université de Varsovie puis éditrice de la revue des infirmières polonaises. Elle voit sa profession comme une manière de répondre à la volonté de Dieu. Pour répondre à l'approfondissement de sa vie spirituelle, elle intègre l'Ordre de Saint-Benoît en tant qu'oblate. 

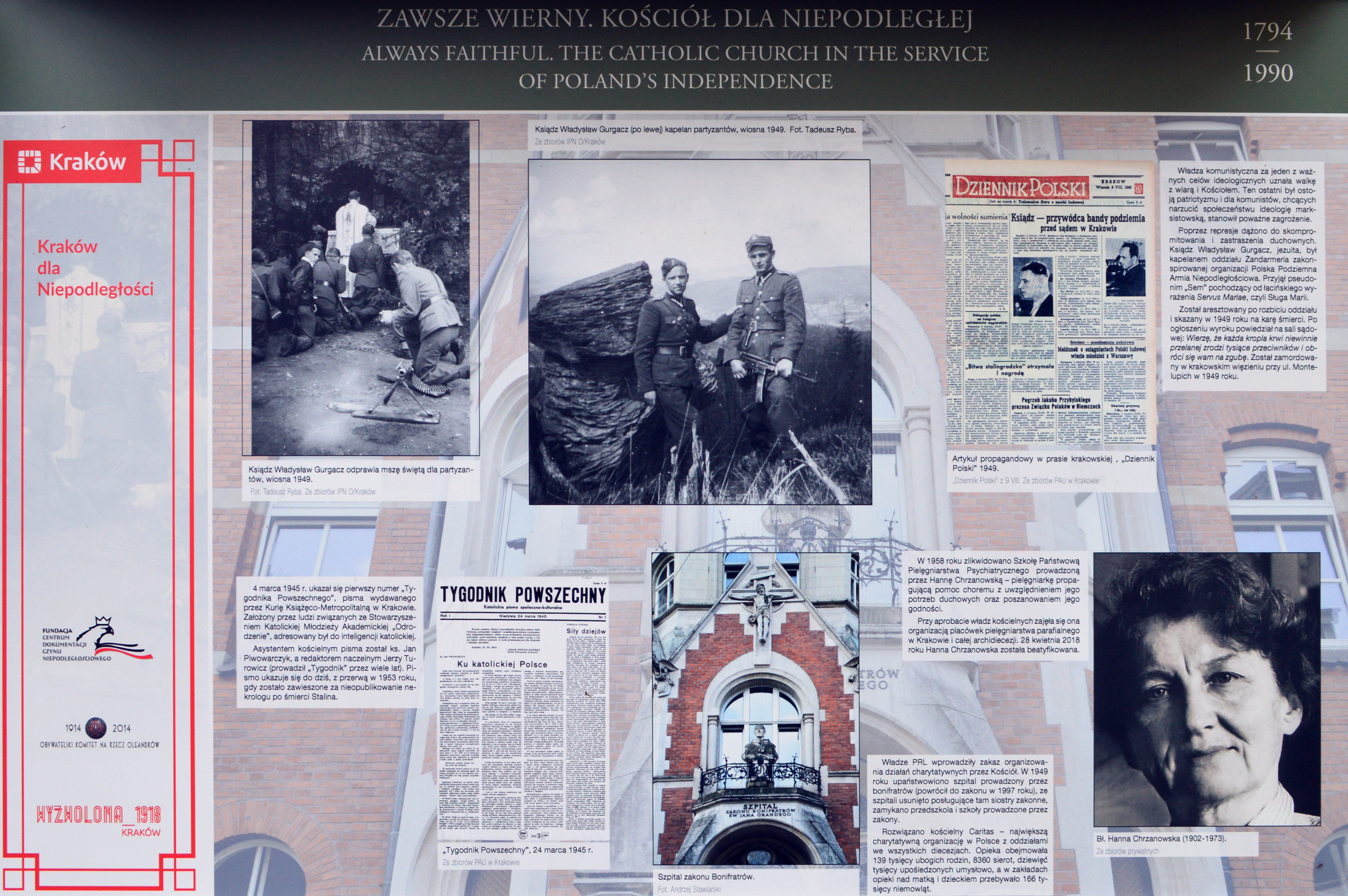
Exposition sur l'histoire de Cracovie ; photo d'Hanna Chrzanowska en bas à droite.

Au cours de la Seconde Guerre mondiale, c'est avec un grand dévouement qu'elle organise les infirmières de Varsovie pour accueillir les réfugiés et soigner les blessés et les malades, venus en masse. Après l'occupation allemande, elle est nommée directrice de l'Ecole infirmière en psychiatrie de Kobierzyn jusqu'à ce que l'établissement soit fermé par les autorités communistes. 
Après avoir souffert d'un cancer les sept dernières années de sa vie, elle se prépara sereinement à la mort, qui survint le 29 avril 1973. Considérée comme une sainte, ses funérailles furent célébrées par le cardinal Karol Wojtyla, futur pape Jean-Paul II.

## Béatification
La cause pour sa béatification est introduite le 28 avril 1997.
Le 30 septembre 2015, le pape François reconnaît l'héroïcité de ses vertus et la déclare vénérable.
Le 7 juillet 2017, le pape François reconnaît comme authentique un miracle attribué à l'intercession d'Hanna Chrzanowska et signe le décret de béatification. Elle est proclamée bienheureuse au cours d'une cérémonie célébrée le 28 avril 2018 au Sanctuaire de la Miséricorde Divine de Cracovie,.